# Bruno Guimarães
Bruno Guimarães Rodriguez Moura (n. 16 noiembrie 1997, Rio de Janeiro, Rio de Janeiro, Brazilia), cunoscut sub numele de Bruno Guimarães, este un fotbalist profesionist brazilian care evoluează pe postul de mijlocaș central la Newcastle United în Premier League, unde este și căpitan. Pe plan internațional, reprezintă naționala Braziliei.
Guimarães și-a început cariera profesională cu Athletico Paranaense, înainte de a se muta la Olympique Lyonnais în 2020 și la Newcastle United în 2022.

## Cariera pe echipe

### Primii ani
Guimarães sa născut în cartierul São Cristóvão din Rio de Janeiro. Tatăl lui era șofer de taxi. Bunicul său a emigrat din Spania în Jarra, iar prin el Guimarães deține cetățenia spaniolă. Guimarães a debutat cu Audax pe 9 aprilie 2015, la vârsta de doar 17 ani, jucând ultimele trei minute într-o victorie în deplasare cu 2-1 în Campeonato Paulista împotriva lui Bragantino. 
Guimarães a fost promovat la echipa principală în sezonul din 2017, după ce a impresionat la Copa São Paulo de Futebol Júnior.

### Athletico Paranaense
Pe 11 mai 2017, s-a alăturat lui Athletico Paranaense împrumutat până în aprilie 2018 și a fost repartizat inițial în echipa sub 23 de ani.
Guimarães și-a făcut debutul în Serie A pe 17 iunie 2017, înlocuindu-l în repriza a doua pe Deivid, într-o înfrângere cu 1-0 în deplasare cu Atlético Goianiense. În 1 martie următoare, a fost cumpărat definitiv și a semnat un contract până în 2021.
Guimarães a marcat primul său gol la seniori pe 10 martie 2018, plasând al patrulea al echipei sale într-o victorie acasă cu scorul de 7-1 împotriva lui Rio Branco-PR, în Campeonato Paranaense din acel an. Apoi a devenit titular incontestabil pentru echipa principală sub noul antrenor Tiago Nunes. Și-a reînnoit contractul până în 2023 pe 5 februarie 2019.

### Olympique Lyonnais
Pe 29 ianuarie 2020, Guimarães a semnat cu echipa din Ligue 1 Olympique Lyonnais pe un contract de patru ani și jumătate. Taxa de transfer plătită către Athletico Paranaense a fost raportată la 20 de milioane de euro, care și-a asigurat și o clauză de vânzare de 20%.

### Newcastle United
La 30 ianuarie 2022, Guimarães s-a alăturat clubului din Premier League Newcastle United cu un contract de patru ani și jumătate pentru o taxă raportată de până la 40 de milioane de lire sterline. Și-a făcut debutul pe 8 februarie ca înlocuitor într-o victorie cu 3-1 împotriva lui Everton. A marcat primul său gol pentru Newcastle într-o victorie cu 2-1 la Southampton pe 10 martie, la debutul său în primul unsprezece al echipei. A marcat prima sa dublă pentru Newcastle într-o victorie cu 2-1 împotriva lui Leicester City pe 17 aprilie, marcând golul victoriei în minutul 95. Pe 31 decembrie 2022, Newcastle United a avut un moment de respect în urma decesului a fotbalistului brazilian Pelé. În privința lui Pelé, Guimarães a purtat tricoul naționalei braziliene.
Pe 7 octombrie 2023, Guimarães a semnat un nou contract pe cinci ani cu clubul.
A alergat 423 km în 37 de meciuri în sezonul 2023-24 din Premier League, mai mult ca orice alt jucător în acel sezon. După transferul lui Matt Ritchie la Portsmouth, pe 8 august 2024, Guimaraes s-a alăturat lui Dan Burn, Kieran Trippier, Jamaal Lascelles și Callum Wilson ca parte a grupului de conducere al lui Newcastle United. Guimarães a fost numit căpitanul echipei pe 19 august.

## Cariera internațională
Guimarães a avut posibilitatea de a reprezenta Spania înainte de a obține prima selecție de seniori pentru Brazilia.
Guimarães a jucat pentru echipa sub 23 de ani a Braziliei la turneul preolimpic CONMEBOL 2020. Pe 17 iunie 2021, a fost inclus în echipa pentru Jocurile Olimpice de Vară din 2020.
În septembrie 2020, Guimarães a fost convocat în echipa de seniori a Braziliei pentru meciurile de calificare la Cupa Mondială din 2022 împotriva Boliviei și Peru pe 9 și, respectiv, 13 octombrie 2020. El fusese deja inclus în echipa Braziliei în martie 2020, dar acea convocare a fost amânată ca răspuns la pandemia de COVID-19. A debutat într-o victorie cu 2-0 în deplasare împotriva Uruguayului pe 17 noiembrie 2020.
Pe 7 noiembrie 2022, Guimarães a fost numit în lotul pentru Cupa Mondială 2022.

## Viața personală
Guimarães s-a căsătorit cu Ana Lidia Martins în iunie 2023, într-o ceremonie sub Hristos Mântuitorul. Cuplul are doi copii împreună, primindu-l pe Matteo în octombrie 2022 și pe Pietro în martie 2024.

## Titluri
Athletico Paranaense
- Copa do Brasil: 2019[22]
- Campeonato Paranaense: 2018[23]
- Copa Sudamericana: 2018[24]
- Cupa J.League / Campionatul Copa Sudamericana : 2019[25]

Lyon
- Vicecampion Coupe de la Ligue: 2019–20[26]

Newcastle United
- Vicecampion Cupa EFL: 2022–23[27]

Brazilia U23
- Jocurile Olimpice de Vară: 2020[28]

Individual
- Echipa Anului din Campeonato Brasileiro Série A: 2019[29]
- Cel mai bun jucător al turneului preolimpic CONMEBOL: 2020[30]
- Jucătorul anului North East FWA: 2022[31]